# Avenida 8 de Octubre
La Avenida 8 de Octubre es una importante avenida de la ciudad de Montevideo, Uruguay.

## Historia
Su trazado actual se corresponde aproximadamente con el antiguo Camino Real a Maldonado, el cual, desde sus comienzos fue el acceso desde toda la zona del este del país: Minas, Maldonado, San Carlos y Rocha, era además la vía principal de la primero Villa de la Restauración  y luego Villa Unión - hoy barrio Unión - y servía de conexión con la ciudad de Montevideo.
Por decreto del 20 de diciembre de 1866, bajo el gobierno de Venancio Flores, adopta la denominación de Camino 8 de Octubre. El nombre recuerda la fecha en que se firmó la paz que puso fin a la Guerra Grande, el 8 de octubre de 1851. En la década de 1860, se llevó a cabo el empedrado del camino desde la actual plaza del Gaucho hasta la entonces calle Montevideo - actual Pernas -. Estos trabajos de empedrado finalizaron el 14 de julio de 1867.
Por decreto del 4 de noviembre de 1867, el tramo del antiguo Camino a Maldonado comprendido entre El Gaucho y Tres Cruces que era conocido como Camino a La Unión, adopta el nombre de 18 de Julio extendiendo la vía principal de Montevideo hasta empalmar con el Camino 8 de Octubre. De todas formas, en 1919, debido a una modificación en el trazado de la Avenida 18 de Julio, un sector de esta es incorporada a 8 de Octubre, dándole su extensión actual. En 1925 el original empedrado fue sustituido por el hormigón.
El 18 de julio de 1961 quedó inaugurado el túnel que pasa por debajo de la Plaza de la Bandera y Bulevar Artigas.

## Trazado
Su trazado comienza en la zona de Tres Cruces, en la Avenida 18 de Julio. Luego de recorrer unos 250 m, su trazado continúa bajo tierra a través del túnel subterráneo que le permite evadir Bulevar Artigas y la Plaza de la Bandera, para asomar a la superficie 300 m más adelante, entre las calles Avelino Miranda y Presidente Batlle. El resto de su recorrido discurre a través de los barrios La Blanqueada, La Unión, y Maroñas. Sobre esta avenida se concentran un importante número de comercios e instituciones públicas, y diferentes servicios, también se destacan varios centros del ámbito de la salud: Médica Uruguaya, Hospital Militar y CASMU.
Su recorrido con este nombre finaliza a la altura de la calle Pirineos, en el barrio Maroñas, pero su trazado es continuado hacia el noreste como Camino Maldonado, para convertirse cinco kilómetros después (a la altura del barrio Punta de Rieles) en la ruta 8.